# Сарайчик
Сарайчик (каз. Сарайшық, Кіші Сарай; Малый Сарай, Малый Дворец, от перс. سرای‎ — дворец) — средневековый город XIII—XVI вв. на правом берегу реки Урал, близ и на территории современного села Сарайчик Махамбетского района Атырауской области в Казахстане, в 50 километрах к северу от современного города Атырау. В ряде персидских и арабских источников именовался Сарай-Джук, Сар-Учуг и схожими названиями. Первоначально один из городов Золотой Орды на древнем торговом пути из Европы в Китай через Поволжье и Хорезм. В 1242—1280 годах — столица Улус Шибана. Столица и единственно достоверный город Ногайской Орды до разрушения в 1580 году, при Касым-хане — в составе Казахского ханства.

## История

### Домонгольский период
Археолог С. П. Толстов полагал, что Сарайчик был построен в XI или даже X в. колонистами из Хорезма. Раскопки, проводимые в 1996—2000 гг. и ранее, на городище не выявили слоёв домонгольского времени.

### Золотоордынский период

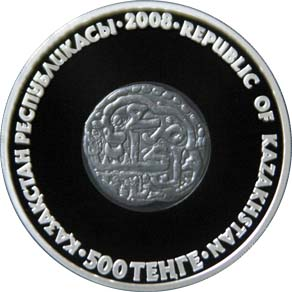
Памятная монета номиналом 500 тенге, посвящённая монете, найденной в Сарайчике

Сарайчик был основан в монгольский период на месте зимней кочевой ставки. Время возникновения города относят к XIII веку. А. В. Пачкалов предположил, что Сарайчик был основан в первой половине правления Узбек-хана, в начале XIV века. Самые ранние монеты, обнаруженные среди городских развалин, относятся к правлению хана Тохты. Сарайчик впервые упоминается Ибн Баттутой в 1330-х годах. По мнению исследователя городища Актобе-Лаэти, расположенного южнее Сарайчика, Льва Галкина, «роль затопленного Лаэти (городище Ак-Тобе) принял на себя Сарайчук».
По легенде, о которой пишет историк Абу-ль-Гази, город основан Батыем. До конца XIV века не обносился стеной. В XIV веке переживал расцвет, обусловленный стратегическим положением на путях из столиц Золотой Орды в Хорезм, соединявших страны Европы и Средней, Центральной (Согдиана) и Восточной Азии (Китай). В Сарайчике чеканились монеты.
Сарайчик был одним из крупнейших городов Золотой Орды и центром городской агломерации (имеется ряд городищ, разрушенных хозяйственной деятельностью XX века, на окраине Атырау расположено городище Актобе-Лаэти). Судя по археологическим находкам, в частности, сосудам с надписями, Сарайчик был городом с развитой культурой. В городе действовали уникальные водопровод и канализация из керамических труб. Имелось металлургическое и гончарное производство. Его жители также занимались ремёслами, бахчеводством, огородничеством и рыболовством. Стратегическое расположение, связывавшее Восток с Западом, сделало город крупным центром торговли.
Арабский путешественник и географ Ибн Баттута, автор записок «Путешествие в Дешт-и Кыпчак», описывая своё пребывание в 1334 году в Сарайчике, сообщает о паромах на протоке Улы-су, напомнивших ему Багдад. Окрестности города были своеобразным курортным центром, сюда приезжали поохотиться и порыбачить знатные люди со всей Орды.
Город стоял на северном ответвлении Великого шёлкового пути. Флорентийский финансист Франческо Бальдуччи Пеголотти в своём справочнике Pratica della mercatura, составленном между 1338 и 1342 гг., упоминает Сарайчик (Saracanco) при описании важного торгового пути из Таны в Хорезм.
По Абу-ль-Гази в Сарайчике вступили на престол и похоронены ханы Бердибек и Джанибек.
В 1395 году разрушен войсками Тамерлана. Нет точных данных о количестве сохранившихся жителей.
После разгрома Тамерланом сместился к юго-востоку, к протоке Сорочинка.

### Ногайский период
Город восстановлен в 1430—1440 годах, и со второй половины XV века (1490-е годы) стал столицей и единственно достоверным городом Ногайской Орды до разрушения в 1580 году. При Жанибек-хане, Бурундук-хане, Касым-хане — в составе Казахского ханства. Здесь располагалась ставка первых правителей Казахского ханства и Ногайской Орды.
Считается, что в Сарайчике были похоронены семь ханов: золотоордынские — Сартак, Берке, Токтакия, Джанибек (по другим сведениям и Менгу-Тимур), казахский — Касым, ногайские — Измаил и Ураз.
В XVI веке в Сарайчике преобладал натуральный обмен.
Во время похода Нечая и Богдана Барбоши в 1580 года город был завоёван и сожжён, полностью разгромлен «воровскими», то есть неподконтрольными Москве, казаками. Город был настолько разорён, что жители переселились в Хиву. В 1640 году с разрешения правителей Сарайчика в 2 километрах выше по течению Урала от развалин Сарайчика был заложен русскими переселенцами острог — Сарайчиковская крепость, положивший начало новой истории поселения. На месте крепости появилась Сарайчиковская станица, затем — село Сарайчиковское Махамбетского района Гурьевской области Казахской ССР, а ныне — село Старый Сарайчик Махамбетского района Атырауской области Республики Казахстан.

## Раскопки

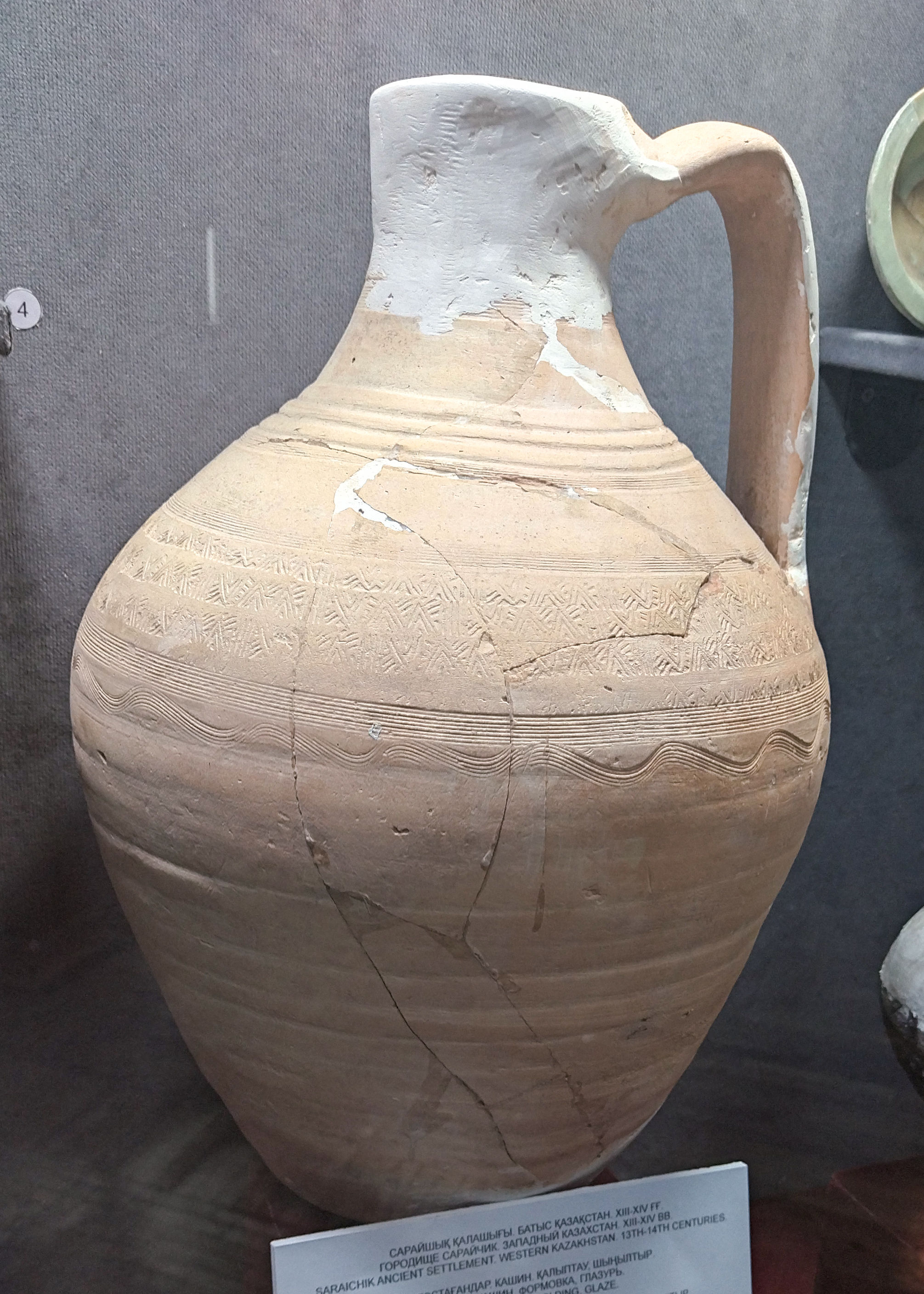
Кувшин с городища Сарайчик. Центральный Государственный музей Республики Казахстан

В 1769 году развалины Сарайчика посетил учёный и путешественник Пётр Симон Паллас.
Разведочные раскопки Сарайчика проводились в 1861, 1937 и 1950 гг. При раскопках в 1861 году штабс-капитаном А. Е. Алексеевым было найдено много мраморных обломков, изразцов своеобразного кирпича, а в древних могилах близ Сарайчика большое количество золотых, серебряных и медных украшений и монет. В 1937 году раскопки проводил специалист в области археологии Нижнего Поволжья Николай Артюзов (1899—1942). В 1950 году раскопки проводил Алькей Маргулан, в 1980-е гг. — Лев Леонидович Галкин, в 1996—2000-е гг. — Зайнолла Самашев и другие.
Исследовались в основном слои XIV века, найдены постройки из сырцового и реже жжёного кирпича, водопровод из керамических труб, следы ремёсел. Среди находок — бытовые предметы, произведения прикладного искусства.
На городище найдены монеты XIII—XVI вв., хум с отрывками из поэмы Юсуфа Баласагуни, раковина каури, отражающая далёкие связи города, штампы, покрытые арабской вязью. Наибольшее число монетных находок относится к XIV веку. Самые ранние монеты относятся к правлению хана Тохты. Найдены монеты крымских ханов Гиреев: Хаджи и Менгли.

## Наши дни
В настоящее время рядом с историческим памятником расположено село Сарайчик Махамбетского района Атырауской области. В результате подмыва рекой Урал исторический слой безвозвратно разрушается. В 1999 году в этих местах был воздвигнут мемориальный комплекс «Ханская ставка — Сарайчик».